# Heart to Mouth
Heart to Mouth – piąty album studyjny amerykańskiej piosenkarki LP. Wydawnictwo ukazało się 7 grudnia 2018 roku nakładem wytwórni BMG oraz Vagrant. Promocję albumu rozpoczęto w sierpniu 2018 roku, wraz z premierą pierwszego promującego singla – „Girls Go Wild”. Dziennikarze magazynu Billboard zachwycili się piosenką, pisząc: „To doskonały soundtrack do roadtripu dwójki osób, których relacja trzyma się resztkami sił”. W Baeble Music mogliśmy przeczytać: „LP udaje się uchwycić mistyczną, marzycielską aurę w klipie, a przy okazji wyglądać jak prawdziwa twardzielka”. Album dotarł do szóstego miejsca w notowaniu OLiS oraz uzyskał status złotej płyty za sprzedaż ponad 10 tysięcy egzemplarzy.

## Lista utworów
| Nr  | Tytuł utworu           | Autorzy                                                                            | Produkcja                                   | Długość |
| --- | ---------------------- | ---------------------------------------------------------------------------------- | ------------------------------------------- | ------- |
| 1.  | „Dreamcatcher”         | Laura Pergolizzi, Michael Francis Gonzalez, Benjamin Romans, Christopher Crowhurst | Ben Romans, Mike Del Rio                    | 3:15    |
| 2.  | „When I'm Over You”    | Pergolizzi, Gonzalez, Nathaniel Campany                                            | Del Rio, Robert Marvin                      | 4:26    |
| 3.  | „One Night in the Sun” | Pergolizzi, Josh Record, Gonzalez, Campany                                         | Steve Robson, Jordan Riley                  | 4:24    |
| 4.  | „Girls Go Wild”        | Pergolizzi, Gonzalez, Campany                                                      | Del Rio                                     | 3:43    |
| 5.  | „Recovery”             | Pergolizzi, Christopher Braide, Gonzalez                                           | Romans, Del Rio                             | 3:54    |
| 6.  | „The Power”            | Pergolizzi, Gonzalez, Campany                                                      | Del Rio                                     | 4:38    |
| 7.  | „Dreamer”              | Pergolizzi, Donnal Missal, Jayson DeZuzio                                          | DeZuzio, Mads, Del Rio                      | 3:25    |
| 8.  | „House on Fire”        | Pergolizzi, Micah Premnath, Michael Penniman Jr., Richard Markowitz                | Smarter Child, Mika                         | 3:01    |
| 9.  | „Hey Nice to Know Ya”  | Pergolizzi, Patrick Morrissey, Joshua Karmen                                       | Cautious Clay, Pat Morrissey, John Castelli | 3:24    |
| 10. | „Die for Your Love”    | Pergolizzi, Daniel Omelio, Gonzalez, Campany                                       | Del Rio, Robopop                            | 3:39    |
| 11. | „Shaken”               | Pergolizzi, Fred Gibson, Tristan Landymore                                         | Gibson                                      | 3:45    |
| 12. | „Special”              | Pergolizzi, Joshua Ostrander, Gonzalez                                             | Del Rio, Mondo Cozmo                        | 4:21    |
|     |                        |                                                                                    |                                             | 45:55   |

## Notowania
| Lista przebojów (2018)                 | Najwyższa pozycja |
| -------------------------------------- | ----------------- |
| Australia (ARIA Charts)                | 48                |
| Belgia (Ultratop 200 Albums, Flandria) | 147               |
| Belgia (Ultratop 200 Albums, Walonia)  | 34                |
| Czechy (ČNS IFPI)                      | 11                |
| Francja (SNEP)                         | 48                |
| Hiszpania (PROMUSICAE)                 | 62                |
| Polska (ZPAV)                          | 6                 |
| Szwajcaria (Alben Top 100)             | 22                |
| USA (Billboard 200)                    | 2                 |
| Włochy (FIMI)                          | 29                |